# Cyphon setulosus
Cyphon setulosus es una especie de coleóptero de la familia Scirtidae.

## Distribución geográfica
Habita en Filipinas.